# Offerdals landsfiskalsdistrikt
Offerdals landsfiskalsdistrikt var 1918–1951 ett landsfiskalsdistrikt i Jämtlands län, bildat när Sveriges indelning i landsfiskalsdistrikt trädde i kraft den 1 januari 1918, enligt beslut den 7 september 1917. När Sveriges nya indelning i landsfiskalsdistrikt trädde i kraft den 1 januari 1952 (enligt kungörelsen 1 juni 1951) upplöstes distriktet och dess område överfördes till Mörsils landsfiskalsdistrikt.
Landsfiskalsdistriktet låg under länsstyrelsen i Jämtlands län.

## Ingående områden
När Sveriges nya indelning i landsfiskalsdistrikt trädde i kraft den 1 oktober 1941 (enligt kungörelsen den 28 juni 1941) tillfördes Alsens landskommun från det genom kungörelsen upplösta Alsens landsfiskalsdistrikt.

### Från 1918
- Offerdals landskommun

### Från 1 oktober 1941
- Alsens landskommun
- Offerdals landskommun